# 안코쿠지 에케이

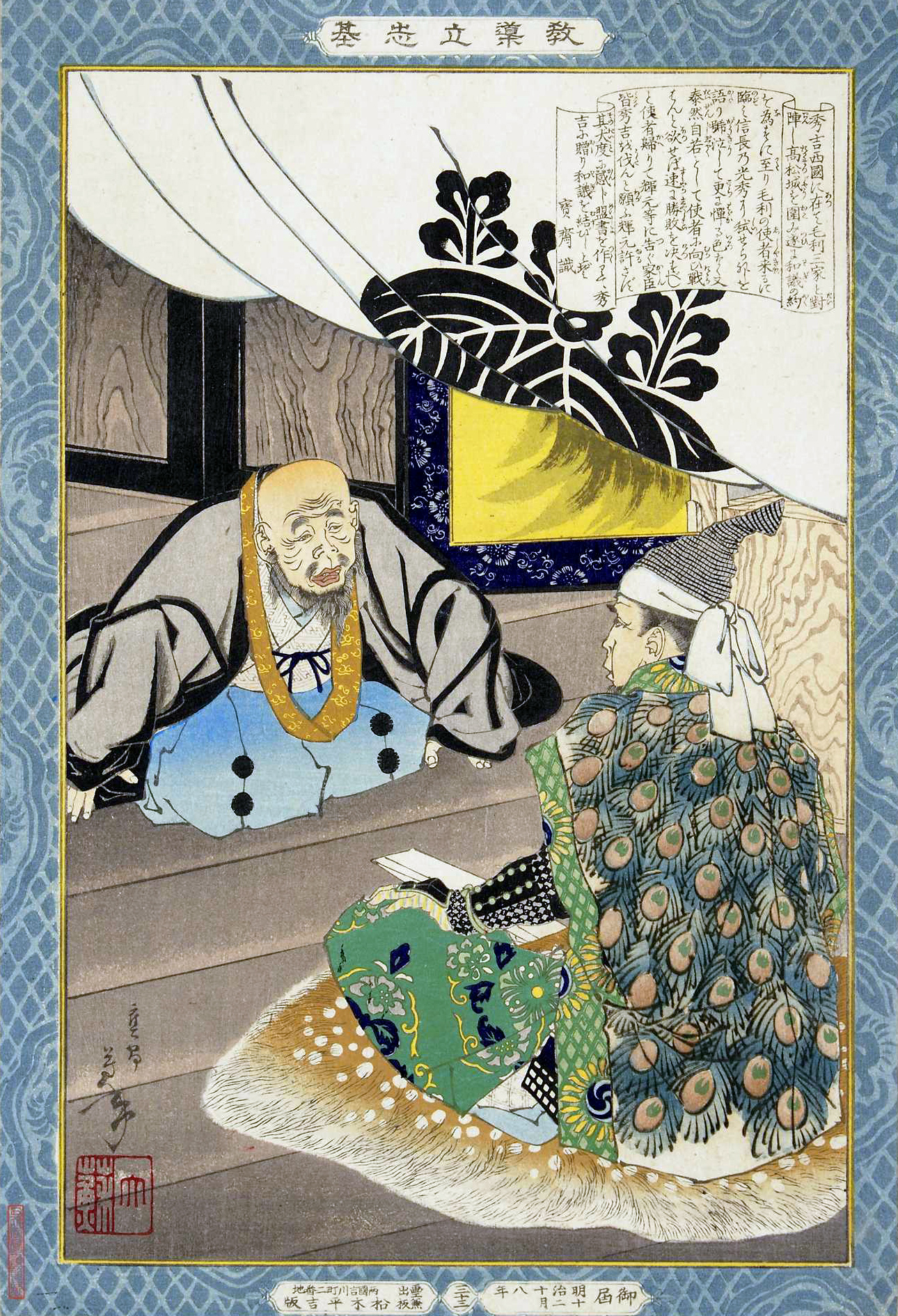
안코쿠지 에케이(왼쪽)와 도요토미 히데요시(오른쪽)

안코쿠지 에케이(일본어: 安国寺恵瓊, 1539년? ~ 1600년 11월 6일)는 센고쿠 시대부터 아즈치모모야마 시대까지의 승려, 다이묘이다. 안코쿠지(安国寺)라는 성은 아키국(지금의 히로시마현)에 있는 사찰명 후도인(不動院)에서 기인한 것이다. 주고쿠 지방의 대 세력 모리씨의 외교승으로 활약해 다이묘의 신분에 오른 인물이다. 임진왜란에서 의병장 곽재우와의 전투로 익히 알려져 있다.

## 생애
태어난 해에 관해서는 여러 설이 있지만, 덴분 8년(1539년) 혹은 덴분 6년(1537년)으로 알려져 있다. 부친은 아키 다케다씨(安芸武田氏)의 다케다 노부시게 혹은 그의 아버지 도모 시게키요인 것으로 전해 내려온다.
덴분 10년(1541년) 모리 모토나리의 공격을 받고 아키 다케다씨가 멸문되자, 가신에 이끌려 탈출했고, 아키의 안코쿠지로 출가해 세속과 관계를 끊었다. 그 뒤, 교토의 도후쿠지에 들어와 지쿤 엔신의 제자가 되었다. 덴쇼 2년(1574년) 아키 안코쿠지의 주지가 된 후, 도후쿠지, 난젠지의 주지가 되는 등, 중앙 선종사찰의 최고 직위를 얻는다.
한편 모리씨의 스승 엔신에 귀의한 관계로, 모리씨의 외교승이 된다. 겐키 원년(1570년) 모리씨와 대립하고 있던 분고의 오토모 소린과의 화친을 성사시킨다.
덴쇼 10년(1582년) 모리씨는 하시바 히데요시가 주고쿠 정벌(中国攻め)의 발판으로 빗추 다카마쓰성으로 진군하였고 공방전 중 혼노지의 변이 일어나 오다 노부나가가 혼노지에서 횡사하였다. 이 때, 하시바 히데요시는 이 사실을 숨기고 모리씨와 화친을 제안한다. 이에 외교승이었던 안코쿠지는 이를 수락한다. 이는 안코쿠지 자신이 히데요시의 약진을 예측해 이를 수락한 것이라고 한다.
덴쇼 13년(1585년) 음력 1월, 하시바가 모리씨에 정식으로 복속할 것을 요구한다. 이에 이를 수락하고, 하시바의 신임을 얻는다. 그리고, 시코쿠 정벌(四国攻め, 시코쿠 평정(四国平定)) 이후, 이요국내 2만 3천 석의 영지를 하사받았으며, 덴쇼 14년(1586년) 규슈 정벌 이후, 6만석으로 가증되었다. 또, 히데요시의 측근이 되어 전국에서 행해진 검지의 실무를 담당하였다.
분로쿠 원년(1592년) 임진왜란이 일어나자, 고바야카와 다카카게의 예하 부대에 속해 웅치 전투, 정암진 전투 등을 지휘하였다.
게이초 4년(1599년) 교토의 겐닌지(建仁寺)를 재흥하는 데 힘쓴다.
안코쿠지는 모리씨 중 친히데요시파인 고바야카와 다카카게와 조우가 깊었지만, 고바야카와 사후, 친도쿠가와파인 깃카와 히로이에와 반목한다. 게이초 5년(1600년) 세키가하라 전투에서 이시다 미쓰나리를 도와 서군에 참전하였고, 이에 더해 모리씨의 수장 모리 데루모토를 설득하여 서군 총대장으로 옹립하는데 조력했다.
음력 9월 15일 세키가하라 전투에서 모리 히데모토, 깃카와와 함께 도쿠가와군의 후방에 진을 쳤다. 하지만, 바로 앞에 진을 친 깃카와군에 막혀 군을 움직일 수 없었다. 이는 깃카와가 은밀히 도쿠가와와 내통했기 때문이다.
전후, 안코쿠지는 도주하지만, 교토에서 도쿠가와의 사위 오쿠다이라 노부마사 부대에 포박되어 서군 수괴 중 한 명으로 로쿠조가와라에서 참수되었다. 향년 62세 혹은 64세였다.
묘소는 교토부 교토시 히가시야마구의 겐닌지에 목무덤이 있고, 히로시마현 히로시마시 히가시구의 후도인에도 묘가 있다.

## 인물
- 덴쇼 원년(1573년) 음력 12월 12일짜 고바야카와 다카카게의 측근 이노우에 하루타다 앞으로 된 서장[1]을 보면 오다 노부나가가 점차 쇠하고, 그의 가신 하시바 히데요시가 약진할 것을 예상했다. 이런 일화로 볼 때 선견지명이 있는 인물로 보인다. 이에 파생된 이야기로 태합기에서는 무명의 히데요시에게 “당신은 장래에 천하를 취할 상을 가졌소”라고 예언해 그 뒤 히데요시로부터 영지를 받았다고 적고 있다.
- 시코쿠의 조소카베 가문의 외교승 히유와 함께 잇쓰보즈(一対坊主)[2]라고 불리었다.
- 웅치 전투후, 조선군의 충성심과 용맹성에 탄복하여 조선군의 유해를 모아 큰 무덤을 만들고 ‘조선의 충신 의사들의 영혼을 조상하노라(弔朝鮮國忠肝義膽)’라고 쓴 표목을 세웠다고 한다.[3] 이 표목을 세운 인물에 관해서는 알려진 바가 없지만, 전투의 지휘는 안코쿠지 에케이가 하였다.
- 조선왕조실록에 기술된 홍 통사(洪 通事)의 진술에 따르면, 에케이는 문장이 뛰어나고, 관직이 높으며 임란에서 고니시 유키나가의 지시에 따른다고 하였다.[4] 또, 임란 후의 강항의 진술에 따르면, 주요 국정에 에케이가 참여함을 알 수 있고, 그 주변에 조선인을 두었다고 한다.[5]

## 문화
- 게임 귀무자2에서는 안코쿠지 에케이가 주인공 야규 쥬베이와 함께 모험을 떠나는 주정뱅이 스님으로 나타난다.

## 같이 보기
- 일본의 불교

## 참고 문헌
- 가와이 마사하루 《안코쿠지 에케이(安国寺恵瓊)》 요시카와 고분칸 인물총서 1989년 ISBN 4-642-05164-3